# Eichenberg (Hessen)
Eichenberg is een deel van de gemeente Neu-Eichenberg in het district Werra-Meißner-Kreis in het noorden van Hessen in Duitsland. Eichenberg was een gemeente tot 1971 toen de gemeente opging in de nieuwe gemeente Neu-Eichenberg. 
Eichenberg is een van oorsprong Hoogduits sprekende plaats, en ligt aan de Uerdinger Linie. 

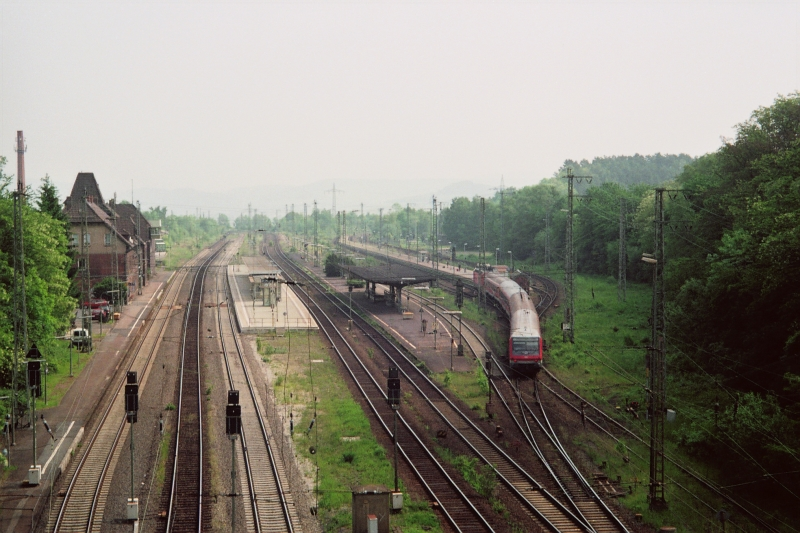
Station Eichenberg